# Selvet
Der Selvet ist ein Fluss in Frankreich, der im Département Aveyron in der Region Okzitanien verläuft. Er entspringt unter dem Namen Ruisseau de Fayt in der Landschaft Aubrac im Gemeindegebiet von La Terrisse. Nach Durchquerung eines kleinen Stausees ändert er seinen Namen auf Petit Selvet und verliert kurz danach auch den Namenszusatz Petit. Er entwässert generell in südwestlicher Richtung durch den Regionalen Naturpark Aubrac und mündet nach rund 26 Kilometern im Gemeindegebiet von Saint-Amans-des-Cots in seinem eigenen Stausee Lac de Maury als rechter Nebenfluss in die Selves, die hier ihrerseits selbst zum Lac de la Selves aufgestaut ist. Beide Seen haben als gemeinsames Stauwerk die Barrage de la Selves.

## Orte am Fluss
(Reihenfolge in Fließrichtung)
- Cassuéjouls
- Huparlac